# Плоскотелки
Плоскоте́лки (лат. Cucujidae) — семейство насекомых инфраотряда кукуйиформные из отряда жесткокрылых.

## Описание
Среднего размера жуки длиной 6—25 мм.

## Классификация
40 видов и 4 рода. Ранее в семейство включались в качестве подсемейств группы Laemophloeinae, Silvaninae и Passandrinae, выделенные затем в отдельные семейства. В России — 6 видов. Источник оценки: А. Г. Кирейчук [1995].
- Род Cucujus Müller, 1764 — 9 видов. Европа, Северная Америка, Северная Азия (Голарктика)
  - Cucujus cinnaberinus (Scopoli, 1763)
  - Cucujus haematodes Erichson, 1845 — Европа, Сибирь
- Род Palaestes Perty — 8 видов. В Южной и Центральной Америке, на больших высотах.
- Род Pediacus Shuckard, 1839 — 22 вида, Европа, Африка, Австралия
  - Pediacus depressus (Herbst, 1797)
  - Pediacus dermestoides (Fabricius, 1792)
  - Pediacus fuscus Erichson, 1845
- Род Platsisus Erichson — 5 видов. Австралия, Новая Зеландия

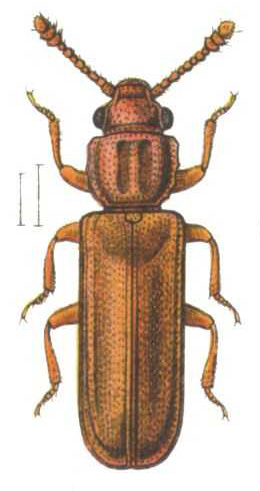
Pediacus depressus
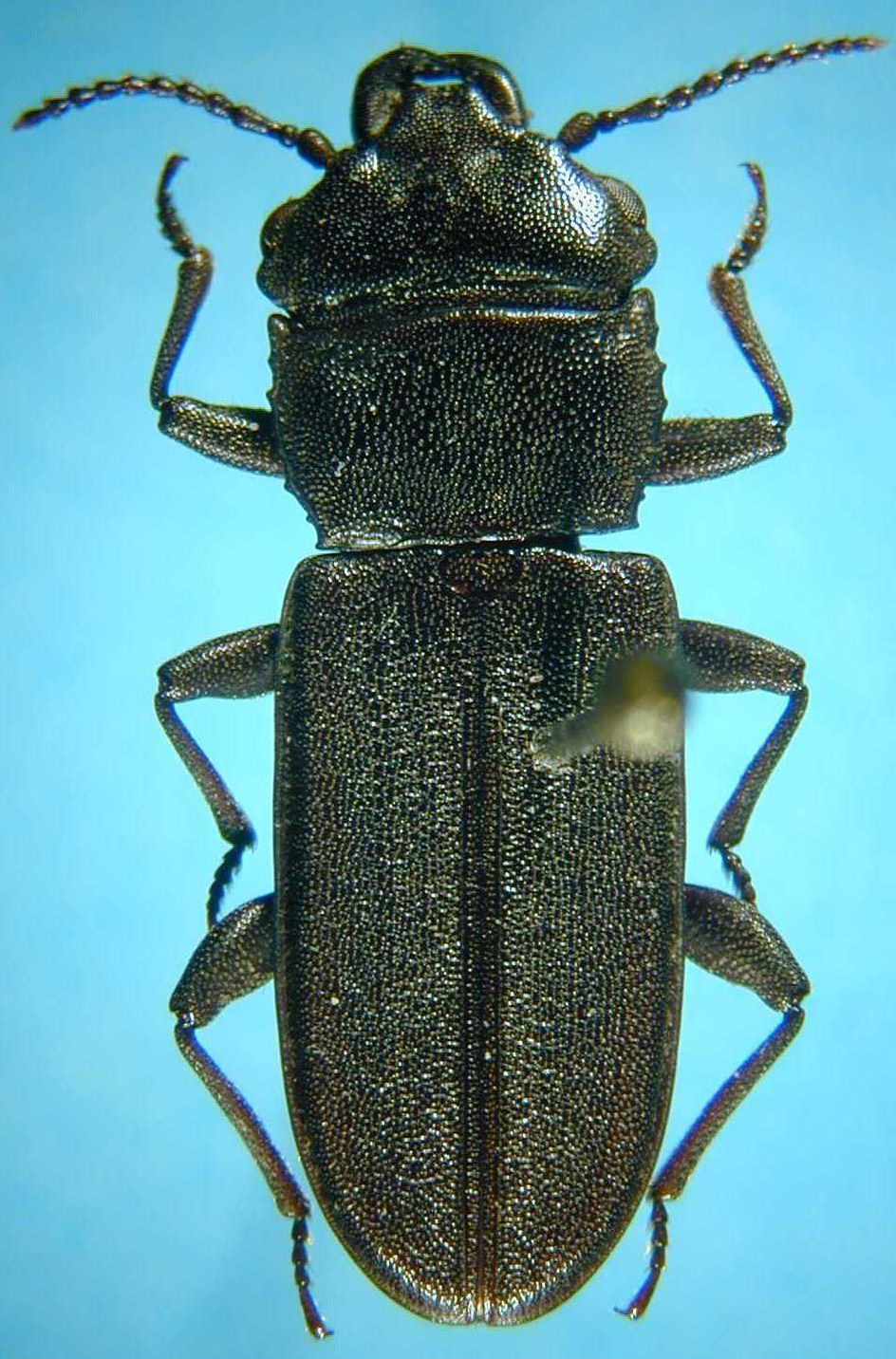
Platisus zelandicus